# Yufeng
Yufeng (chinesisch 鱼峰区, Pinyin Yúfēng Qū; Zhuang Yizfungh Gih) ist ein chinesischer Stadtbezirk in der bezirksfreien Stadt Liuzhou im Autonomen Gebiet Guangxi der Zhuang-Nationalität. Er hat eine Fläche von 460,4 km² und zählt 497.600 Einwohner (Stand: Ende 2018).

## Administrative Gliederung
Auf Gemeindeebene setzt sich der Stadtbezirk aus acht Straßenvierteln zusammen. 